# إيلا توماس
إيلا توماس (بالإنجليزية: Ella Thomas) هي عارضة وممثلة إريترية، ولدت في أغسطس 1981 في أسمرة في إريتريا.

## أعمال

### أفلام
- (2009) بدائل[3][4]

## وصلات خارجية
- الموقع الرسمي
- إيلا توماس على موقع IMDb (الإنجليزية)
- إيلا توماس على موقع ألو سيني (الفرنسية)
- إيلا توماس على موقع أول موفي (الإنجليزية)
- إيلا توماس على موقع قاعدة بيانات الفيلم (الإنجليزية)
- إيلا توماس على موقع كينوبويسك (الروسية)